# Rica Erickson
Pour les articles homonymes, voir Erickson.
Frederica Lucy "Rica" Erickson AM, née Sandilands (10 août 1908 – 8 septembre 2009), est une naturaliste, illustratrice botanique, historienne, auteure et professeure. Sans formation reconnue en sciences, elle écrit en détail au sujet de la botanique et des oiseaux, ainsi que sur la généalogie et l'histoire en général. Erickson a publié dix livres, en a co-écrit quatre, édité douze et participé à la rédaction de nombreuses publications scientifiques.

## Biographie
Née à Boulder, en Australie, Erickson est l'aînée des huit enfants de Phoebe Cooke et Christopher Sandilands, qui ont tous les deux immigré depuis Victoria en 1906. Christopher Sandilands travaille à la mine de Boulder. La famille habite à Dwyer Street.
Christopher s'enrôle dans l'armée et combat en France pendant la Première Guerre mondiale. Il revient handicapé et incapable de continuer à travailler à la mine, et achète des boutures à Kendenup pour s'occuper d'un verger. C'est là que Rica rencontre l'illustratrice botanique Emily Pelloe, en 1921. Pelloe arrive au verger quand Jack De Garis, qui publie ses ouvrages, offre son ouvrage Wildflowers of Western Australia à la famille Sandilands pour Noël.
Rica habite chez sa grand-mère pendant cinq ans, étudiant à Eastern Goldfields High School. Quand elle habite à Boulder, elle rejoint les scoutes d'Australie, et s'intéresse aux oiseaux et aux plantes en fleurs. Elle choisit de devenir enseignante, et commence sa carrière comme vacataire dans le village familial de Kendenup, en 1924. Après sa première expérience, elle travaille à Mount Barker, Dumbleyung et Gnowangerup, et en 1927, elle part à Perth pour passer la formation nécessaire pour devenir professeure à plein temps. Sur place, elle rencontre Dom Serventy et rejoint le Western Australian Naturalists' Club.

En 1931, elle commence à étudier à des petites écoles à un professeur, à Aurora, à Wilson Inlet et à Denmark. Les orchidées présentes sur la côte Sud l'intéressent, et cet intérêt coïncide avec la publication du second ouvrage de son amie Emily Pelloe, West Australian Orchids. Les orchidologistes Edith Coleman et Richard Sanders Rogers sont cités en détail dans ce livre, et Erickson les contacte pour leur envoyer des dessins des fleurs de sa région. Wilson Inlet est un lieu peuplé de spécimens illustrés en 1881 par Robert D. FitzGerald, qui publie l'ouvrage de référence Australian Orchids. À Noël 1931, elle rencontre Coleman et Rogers qui l'encouragent à continuer dans cette voie. Sachant que son prochain poste d'enseignante la ramènera à Wilson Inlet, Rogers lui apprend à dessiner les plantes avec de l'encre et une plume plutôt qu'avec un crayon à papier, pour une meilleure précision des détails.

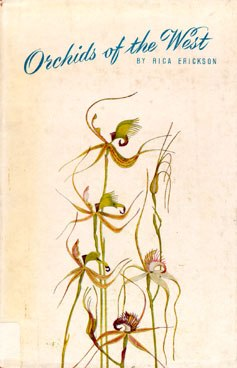
Cover of Orchids of the West (1951), Erickson's first book

Après plusieurs années passées à enseigner sur la côté Sud de l'Australie occidentale, Erickson demande à être mutée à Bolgart, au nort de Toodyay, en 1934. Elle passe régulièrement devant Hawthornden, la maison historique du colon, botaniste et naturaliste James Drummond. Plus tard, elle écrira un ouvrage détaillé sur la généalogie des Drummond, The Drummonds of Hawthornden, et l'histoire des quartiers environnants dans The Victoria Plains et Old Toodyay and Newcastle. Elle s'intéresse aussi, à Bolgart, aux abeilles et aux guêpes, et les étudie avec l'apiologue Tarlton Rayment.
À Bolgart, elle rencontre le fermier Sydney "Syd" Uden Erickson (1908-1987), et l'épouse à Fremantle en juin 1936. Le couple achète un lopin de terre à Bolgart en 1938, qu'ils baptisent Fairlea. Ils élèvent ensemble quatre enfants : Dorothy (née en 1939), John (1940), Bethel (1942), et Robin (1943). Elle passe l'essentiel des années suivantes à élever les enfants et à s'occuper de la ferme, mais ne perd pas son intérêt pour l'histoire naturelle. En 1951, elle publie son premier livre, Orchids of the West, qu'elle a illustré elle-même. En 1958, elle publie Triggerplants.
En 1957, le botaniste Charles Gardner organise un voyage de découverte des fleurs sauvages pour le Midland Railway Road Service. L'année suivante, Erickson profite de l'occasion de vacances rémunérées et devient guide pour l'occasion. Les années suivantes, elle continue à faire visiter l'État et sa nature à des groupes de touristes.
En 1965, le couple part en vacances en Europe. Rica étudie les spécimens botaniques de Drummond aux Kew Gardens de Londres. À son retour, le couple arrête son activité agricole et s'installe dans la banlieue de Perth, à Nedlands, et Erickson écrit plusieurs autres livres. Elle devient membre de la Royal Western Australian Historical Society et ses ouvrages de l'époque se concentrent essentiellement sur les débuts de la colonisation européenne de l'État et son histoire pénitentiaire. Aidée d'un groupe de bénévoles, elle compile les trois premiers volumes du Dictionary of West Australians pour le sixième centenaire de l'Australie occidentale, en 1979.
En 1973, elle publie Flowers and Plants of Western Australia. Ce livre de vulgarisation contient plus de 500 photographies en couleur et elle coordonne les botanistes Alex George et Neville Marchant et le photographe Michael Morcombe.
Syd meurt en 1987.  Rica meurt le 8 septembre 2009 à Mosman Park.

## Réserve naturelle
En 1964, la branche de Bolgart de la Country Women's Association demande au comté de Victoria Plains de protéger 124 hectares de forêt le long d'Old Plains Road, au sud-ouest de Calingiri, une artère importante créée par Drummond en 1842. Les coordonnées de cette réserve naturelle sont : 31° 08′ 39″ S, 116° 17′ 39″ E.
La demande est approuvée, et en 1996, à la suite d'une nouvelle requête de l'association, le Department of Conservation and Land Management nomme la réserve 27595 Rica Erickson Nature Reserve. Il est très inhabituel pour le comité de donner le nom d'une personne vivante à une réserve naturelle. Plus de 300 personnes se déplacent pour l'inauguration du parc le 11 août 1996.

## Récompenses
En 1980, elle reçoit un doctorat honorifique de lettres de l'université d'Australie-occidentale pour ses recherches et son travail en botanique. La même année, elle devient Western Australian Citizen of the Year dans la catégorie "Arts, Culture and Entertainment".
En 1987, elle devient membre de l'Ordre d'Australie, en reconnaissance de sa contribution artistique, en particulier comme auteure et illustratrice. Ses illustrations botaniques ont été exposées à l'Art Gallery of Western Australia et à la bibliothèque Alexander de Perth.
En mai 2007, elle reçoit la récompense individuelle de l'Heritage Council of Western Australia pour l'ensemble de son œuvre.
Le botaniste Alex George, avec qui elle coécrit Flowers and Plants of Western Australia en 1973, dit d'elle : « Rica Erickson est une des plus grandes naturalistes amateurs de l'Australie-occidentale au 20e siècle. » Ronda Jamieson, directrice de la bibliothèque J S Battye en Australie-Occidentale, dit que "Rica Erickson est un des trésors de l'Australie-occidentale". La bibliothèque nationale héberge une collection Rica Erickson, qui inclut des manuscrits de ses publications, des essais sur ses ouvrages de généalogie, toutes ses œuvres publiées, ses carnets de travail et 500 de ses illustrations botaniques. La bibliothèque a également créé un site Internet en son honneur.

## Éponymie
En 2004, Stephen Hopper et Andrew P. Brown baptistent une orchidée Ericksonella en hommage.

## Publications
On peut trouver une bibliographie complète sur le site SLWA.

### Botanique
- (en) Erickson, Rica, Orchids of the West, Paterson Brokensha, Perth, 1978 (1re éd. 1951)
- (en) Erickson, Rica, Triggerplants, University of WA Press, 1981 (1re éd. 1958)
- (en) Erickson, Rica, Plants of Prey in Australia, University of WA Press, 1968

### Histoire
- (en) Erickson, Rica, The Drummonds of Hawthornden, Lamb Paterson, Osborne Park, 1969
- (en) Erickson, Rica, The Victoria Plains, Lamb Paterson, Osborne Park, 1971
- (en) Erickson, Rica, Old Toodyay and Newcastle, 1974
- (en) Erickson, Rica, The Dempsters, 1978
- (en) Erickson, Rica, The Brand on His Coat, 1983
- (en) Erickson, Rica, The Bride Ships, 1992
- (en) Erickson, Rica, The Misfortunes of Phoebe, Hesperian Press, 1997

### Histoire naturelle
- Erickson est à la tête de la compilation des volumes du Dictionary of West Australians.
- (en) Erickson, Rica, Sentinel Duties Among Cockatoos, in Land of Wonder—The Best Australian Nature Writing, Angus and Robertson, Sydney, 1964
- (en) Erickson, Rica, Young's Siding, in They Tell Their Own tales—The Vanishing One-Teacher Schools, Privately published
- (en) Erickson, Rica, Sharing a Wonderful Dream, LISWA, 1991
- (en) Erickson, R., George, A.S., Marchant, A.S., Flowers and Plants of Western Australia, 1973
- (en) Erickson, R., Jane Adams of Mangowine in Early Days Journal, Vol. VII, Part VI, 1974

### Articles et essais
- Articles in The West Australian regarding natural history in the 1950s.
- Springtime in the Stirlings – The West Australian 17 November 1951 p. 11[3] – Climbing Mondurup at the west end of the Range.
- Australian Orchid Review
- Australian Plants
- Bird Study for Bird Lovers
- The Emu: Official Organ of the Royal Australasian Ornithologists Union
- Flowers & plants of Western Australia (avecAS George AS, NG Marchant and MK Morcombe )(1986) (Reed, Sydney)[4].
- The Perth Mint Wildflower Chart
- The Victorian Naturalist
- The Western Australian Naturalist
- Western Wildlife
- Wild Life
- Wildlife and Outdoors
- Wildlife in Australia